# Jobst (Gemeinde Bad Blumau)
Jobst ist eine Ortschaft in der Gemeinde Bad Blumau in der Steiermark.
Jobst liegt zwischen Altenmarkt und Lindegg und ist ringsum von Wald umgeben. Durch den Ort fließt der Hühnerbach, der bei Fürstenfeld in die  Lafnitz mündet.

## Geschichte
Das Dorf, das im Mittelalter Steinbach hieß und im Jahre 1580 in Steinbach bei St.Jobst umbenannt wurde, war bereits in vorrömerischer Zeit besiedelt, worauf mehrere Grabhügel hinweisen. Ebenso sollen um 600 Slawen sesshaft geworden sein. Das heutige Dorf entstand aber erst im 13. Jahrhundert. Der Ortsname weist auf den hl. Jodok hin, der lokal auch Jost oder Jobst genannt wird. Ihm ist auch die im 15. Jahrhundert errichtete Ortskapelle geweiht. 1741 ließ der Waltersdorfer Pfarrer Johann Christoph Dantscher eine neue Kirche errichten, die St. Anna Kirche. Bis zur Aufhebung der Grundherrlichkeit gehörten Jobst und Lindegg zur Herrschaft Obermayerhofen. Jobst zählte danach zur Gemeinde Lindegg, die 1968 in die Großgemeinde Blumau eingegliedert wurde.

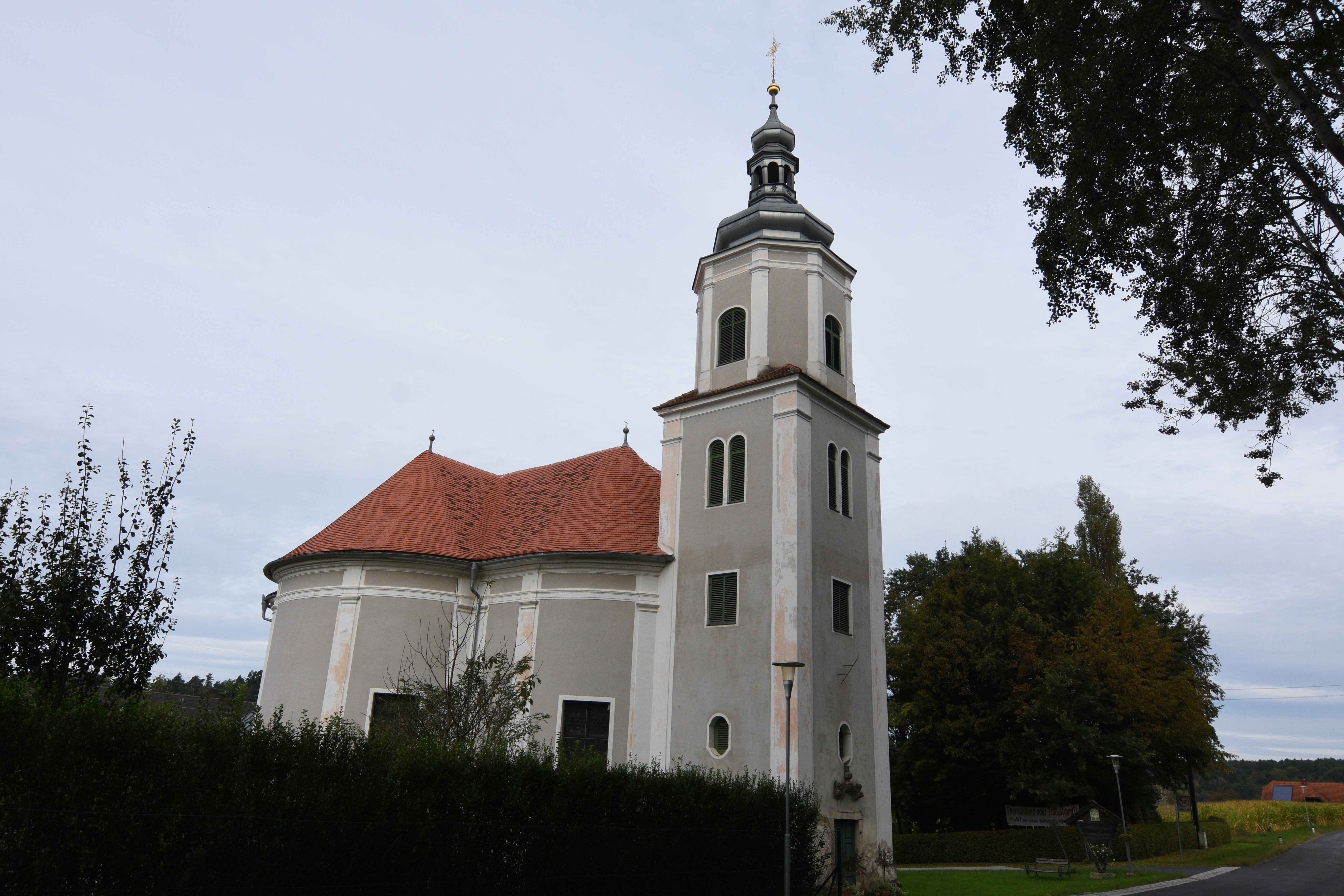
Kirche Jobst
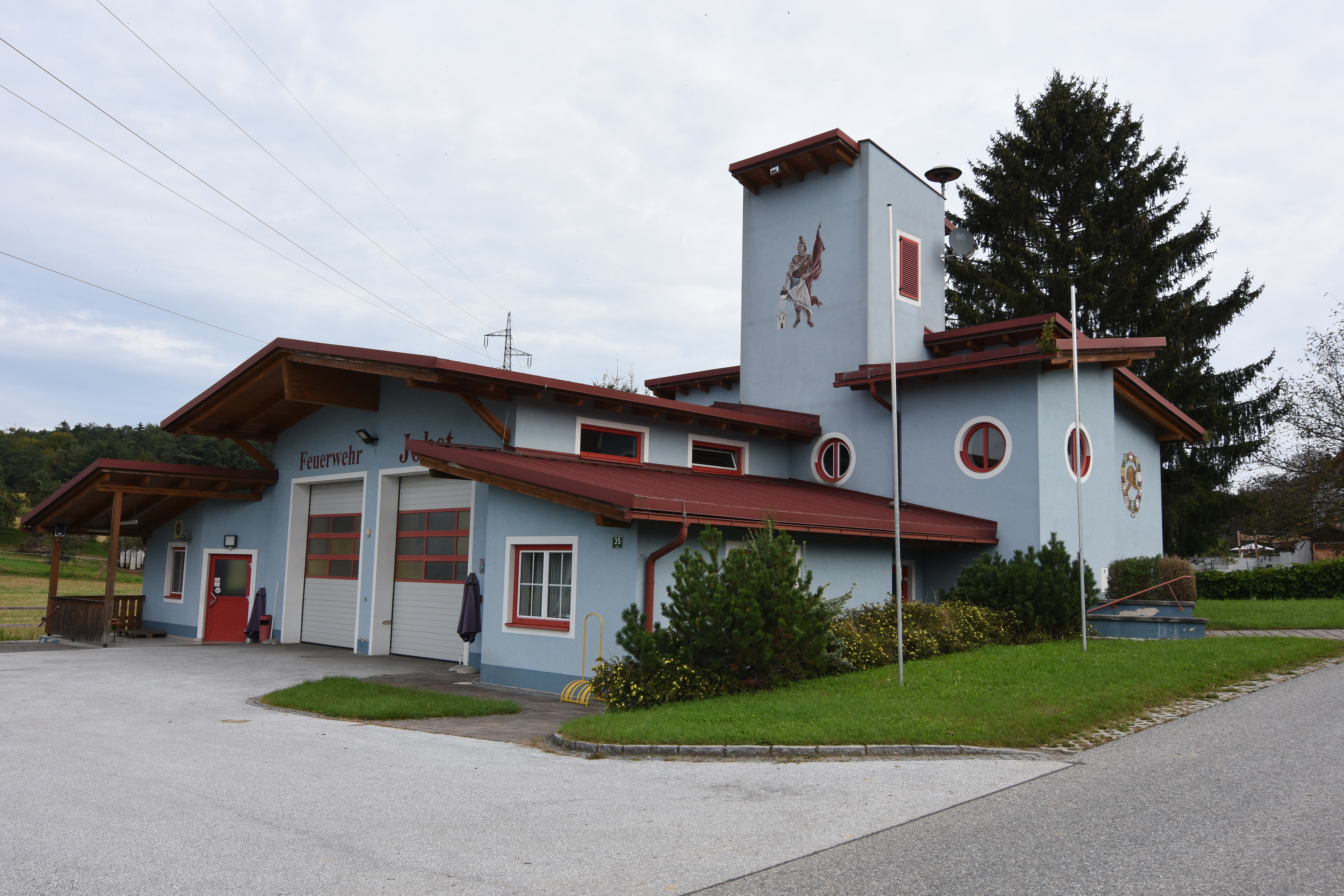
Feuerwehrhaus Jobst

## Nachweise
1. ↑  Geschichte von Lindegg und Jobst auf bad-blumau-gemeinde.at
2. ↑  Gemeindeänderungen ab 1945. Statistik Austria, S. 63. In: Änderungen in der Verwaltungsgliederung. Statistik Austria (ZIP, 1,3  MB; Inhalt PDF); abgerufen am 8. Juni 2022.